# 北方領土奪還作戦
『北方領土奪還作戦』（ほっぽうりょうどだっかんさくせん）は、日本の小説家・大石英司による小説。架空戦記に分類される。
全7巻で、前編に『サハリン争奪戦』（さはりんそうだつせん）が発行されている。

## あらすじ
支持率低下に悩む政府は「KE作戦」を発動する。防衛省内で噂されてきたこの作戦は国後島の頭文字K、択捉島の頭文字Eをとった北方領土の奪還作戦であった。
自衛隊は国後、択捉島への無血上陸に成功。守備隊は武装解除され、防衛出動準備命令により自衛隊は守備任務につく。
陸上自衛隊は両島に続々と戦力を展開。海上自衛隊は護衛艦「ひゅうが」を中心とした北方領土奪還艦隊でオホーツク海を目指すが、ロシア空軍は総力戦の構えで国後水道を挟み待ち受ける。そして、いよいよ稚内レーダーサイトに対レーダーミサイルが発射、ロシア空軍のA-50、MiG-31、Su-27、Tu-22M、Tu-95などで構成された戦爆連合部隊が北方領土奪還艦隊に攻撃を仕掛けようとしていた。

## 概要
陸上自衛隊の架空の特殊部隊「サイレント・コア」の活躍などを描いたもので、「サイレント・コアシリーズ」とも呼ばれる作品の中の一つである。
北方領土を奪還せんと防衛する自衛隊とそれに対抗するロシア連邦軍の戦いが描かれる。

## 書誌情報
- 『北方領土奪還作戦』中央公論新社

1. 2008年1月25日
2. 2008年2月25日
3. 2008年4月25日
4. 2008年6月25日
5. 2008年8月25日
6. 2008年12月25日
7. 2009年1月25日

## 登場兵器
第1巻
自衛隊
- 陸上自衛隊
  - 高機動車
  - 軽装甲機動車
  - 87式自走高射機関砲
  - 03式中距離対空誘導弾
- 海上自衛隊
  - 「ひゅうが」
  - 「おおすみ」
  - MCH-101
- 航空自衛隊
  - F-15J

ロシア連邦軍
- 空軍
  - Tu-142M
  - A-50
  - MiG-31

第2巻
自衛隊
- 陸上自衛隊
  - H&K MP7A1
- 海上自衛隊
  - 「たかなみ」
  - 「きりしま」
  - スタンダード・ミサイル
  - SM-2MR
  - 発展形シースパロー（ESSM）
- 航空自衛隊
  - E-2C
  - KC-767
  - 99式空対空誘導弾
  - 04式空対空誘導弾

ロシア連邦軍
- 陸軍
  - AKS-74U
  - RPG-7
- 海軍/海軍歩兵
  - Mi-8
- 空軍
  - Su-27
  - Tu-22
  - Tu-95
  - Mig-25BM
  - KH-22空対艦ミサイル
  - KH-41空対艦ミサイル
  - KH-59空対地/空対艦ミサイル

第3巻
自衛隊
- 陸上自衛隊
  - MINIMI軽機関銃
  - 07式個人携行誘導弾
- 海上自衛隊
  - 「そうりゅう」
  - 「いそしお」
  - 「しらたか」
  - 97式短魚雷
- 航空自衛隊
  - F-4EJ
  - 99式空対空誘導弾改

ロシア連邦軍
- 海軍/海軍歩兵
  - 「ユーリー・アンドロポフ」
  - 「アドミラル・トリブツ」
  - Ka-27
  - AK-74U
- 空軍
  - Il-76
  - Tu-160
  - KH-101

第4巻
自衛隊
- 陸上自衛隊
  - 10式戦車
  - 90式戦車
  - NBC偵察車
  - 将来装輪戦闘車両…対空戦闘車両　歩兵戦闘車　機動戦闘車
  - 73式トラック
  - CH-47
  - 7式試作多目的無人機「クルス」改
  - SIG ZAUER SIG556
  - ベネリ　M3 スーパー90
  - ブローニングM2
- 海上自衛隊
  - P-3C
  - US-1A改
  - SH-60
- 航空自衛隊
  - E-767

ロシア連邦軍
- 陸軍
  - ヴォストーク・ロケット
  - RGD-5
  - マカロフPM
- 海軍/海軍歩兵
  - 「ブールヌイ」

第5巻
自衛隊
- 陸上自衛隊
  - 89式小銃
  - XM3
  - XM307/XM312
  - 120mm迫撃砲RT
  - 60式自走無反動砲
  - 88式地対艦誘導弾システム改
  - 96式多目的誘導弾システム
- 海上自衛隊
  - 89式小銃
  - 62口径76mm速射砲
  - SSM-1B
- 航空自衛隊
  - F-2
  - ペトリオット・ミサイル

ロシア連邦軍
- 陸軍
- 海軍/海軍歩兵
  - 「ミトロファン・モスカレンコ」
  - 「ニコライ・ヴィルコフ」
  - 「マルシャル・シャポシニコフ」
  - 「ブィーストルイ」
  - レベッド級エアクッション艇
  - AK-130
  - AK-100
  - AK-630
  - 3K90
  - Ka-29
  - カモフ・ヘリコプター
  - BTR-90
  - AKS-74M
  - RPG-7
- 空軍
  - AS-16 空対地ミサイル

第6巻
自衛隊
- 陸上自衛隊
  - AH-64D
  - ハイドラ70
  - SIG ZAUER P226
  - M68
  - AN/PVS22
- 航空自衛隊
  - C-1
  - MK.82

ロシア連邦軍
- 空軍
  - An-74

第7巻
自衛隊
- 陸上自衛隊
  - 89式装甲戦闘車改
  - 96式自走120mm迫撃砲
  - 砲側弾薬車
  - L16 81mm迫撃砲
  - 96式40mm自動擲弾銃
  - アーウェン37
- 海上自衛隊
  - エア・クッション艇
  - 10式魚雷

ロシア連邦軍
- 陸軍
  - ドラグノフSVD
  - 82mm迫撃砲
  - 2S6
  - BMP-3
  - SA-19
- 海軍/海軍歩兵
  - 「ユーリ・ドルゴルキー」
  - SSN-31
- 空軍
  - An-72
  - An-12
  - S-400

アメリカ軍
- アメリカ海兵隊
  - MV-22